# 20e législature de la Knesset
31 mars 2015 - 30 avril 2019
(4 ans et 30 jours)
19e législature 21e législature
La 20e législature de la Knesset est un cycle parlementaire israélien de la Knesset, ouvert le 31 mars 2015 à la suite des élections législatives du 17 mars précédent et clos le 30 avril 2019 avec l'ouverture de la 21e législature.

## Liste des députés
| Parti                           | Nom                            |
| ------------------------------- | ------------------------------ |
| Likoud (30)                     | Benyamin Netanyahou            |
| Likoud (30)                     | Gilad Erdan                    |
| Likoud (30)                     | Yuli-Yoel Edelstein            |
| Likoud (30)                     | Israël Katz                    |
| Likoud (30)                     | Miri Regev                     |
| Likoud (30)                     | Moshe Ya'alon                  |
| Likoud (30)                     | Ze'ev Elkin                    |
| Likoud (30)                     | Yariv Levin                    |
| Likoud (30)                     | Benny Begin (en)               |
| Likoud (30)                     | Tzachi Hanegbi                 |
| Likoud (30)                     | Yuval Steinitz                 |
| Likoud (30)                     | Gila Gamliel                   |
| Likoud (30)                     | Ofir Akunis (en)               |
| Likoud (30)                     | David Bitan (en)               |
| Likoud (30)                     | Haim Katz                      |
| Likoud (30)                     | Jackie Levy (en)               |
| Likoud (30)                     | Yoav Kisch                     |
| Likoud (30)                     | Tzipi Hotovely                 |
| Likoud (30)                     | Dudi Amsalem                   |
| Likoud (30)                     | Miki Zohar                     |
| Likoud (30)                     | Anat Berko                     |
| Likoud (30)                     | Ayoub Kara                     |
| Likoud (30)                     | Nava Boker (en)                |
| Likoud (30)                     | Avraham Moshe Dichter          |
| Likoud (30)                     | Avraham Neguise (en)           |
| Likoud (30)                     | Nurit Koren (en)               |
| Likoud (30)                     | Yaron Mazuz (en)               |
| Likoud (30)                     | Oren Hazan                     |
| Likoud (30)                     | Sharren Haskel                 |
| Likoud (30)                     | Amir Ohana                     |
| Union sioniste (24)             | Isaac Herzog (homme politique) |
| Union sioniste (24)             | Tzipi Livni                    |
| Union sioniste (24)             | Shelly Yachimovich             |
| Union sioniste (24)             | Stav Shaffir                   |
| Union sioniste (24)             | Itzik Shmuli                   |
| Union sioniste (24)             | Omer Bar-Lev                   |
| Union sioniste (24)             | Yehiel Bar (en)                |
| Union sioniste (24)             | Amir Peretz                    |
| Union sioniste (24)             | Merav Michaeli                 |
| Union sioniste (24)             | Eitan Cabel (en)               |
| Union sioniste (24)             | Manuel Trajtenberg (en)        |
| Union sioniste (24)             | Erel Margalit (en)             |
| Union sioniste (24)             | Mickey Rosenthal (en)          |
| Union sioniste (24)             | Revital Swid (en)              |
| Union sioniste (24)             | Yoel Hasson (en)               |
| Union sioniste (24)             | Zouheir Bahloul (en)           |
| Union sioniste (24)             | Eitan Broshi (en)              |
| Union sioniste (24)             | Michal Biran (en)              |
| Union sioniste (24)             | Nachman Shai (en)              |
| Union sioniste (24)             | Ksenia Svetlova                |
| Union sioniste (24)             | Ayelet Nahmias-Verbin          |
| Union sioniste (24)             | Yossi Yona (en)                |
| Union sioniste (24)             | Eyal Ben-Reuven (en)           |
| Union sioniste (24)             | Yael Cohen Paran (en)          |
| Liste unifiée (13)              | Ayman Odeh                     |
| Liste unifiée (13)              | Masud Ghnaim (en)              |
| Liste unifiée (13)              | Jamal Zahalka                  |
| Liste unifiée (13)              | Ahmed Tibi                     |
| Liste unifiée (13)              | Aida Touma-Suleiman            |
| Liste unifiée (13)              | Abd al-Hakim Hajj Yahya (en)   |
| Liste unifiée (13)              | Haneen Zoabi                   |
| Liste unifiée (13)              | Dov Khenin                     |
| Liste unifiée (13)              | Taleb Abu Arar (en)            |
| Liste unifiée (13)              | Basel Ghattas                  |
| Liste unifiée (13)              | Yousef Jabareen (en)           |
| Liste unifiée (13)              | Osama Saadi                    |
| Liste unifiée (13)              | Abdullah Abu Ma'aruf (en)      |
| Yesh Atid (11)                  | Yaïr Lapid                     |
| Yesh Atid (11)                  | Yael German                    |
| Yesh Atid (11)                  | Meir Cohen                     |
| Yesh Atid (11)                  | Yaakov Peri (en)               |
| Yesh Atid (11)                  | Ofer Shelah (en)               |
| Yesh Atid (11)                  | Haim Yellin (en)               |
| Yesh Atid (11)                  | Yoel Razvozov                  |
| Yesh Atid (11)                  | Karin Elharar                  |
| Yesh Atid (11)                  | Aliza Lavie                    |
| Yesh Atid (11)                  | Mickey Levy                    |
| Yesh Atid (11)                  | Elazar Stern (en)              |
| Koulanou (10)                   | Yoav Galant                    |
| Koulanou (10)                   | Eli Alaluf                     |
| Koulanou (10)                   | Michael Oren                   |
| Koulanou (10)                   | Rachel Azaria (en)             |
| Koulanou (10)                   | Tali Ploskov (en)              |
| Koulanou (10)                   | Yifat Shasha-Biton             |
| Koulanou (10)                   | Eli Cohen                      |
| Koulanou (10)                   | Roy Folkman (en)               |
| Koulanou (10)                   | Meirav Ben-Ari                 |
| Koulanou (10)                   | Akram Hasson (en)              |
| Le Foyer juif (8)               | Naftali Bennett                |
| Le Foyer juif (8)               | Uri Ariel                      |
| Le Foyer juif (8)               | Ayelet Shaked                  |
| Le Foyer juif (8)               | Eli Ben-Dahan                  |
| Le Foyer juif (8)               | Nissan Slomiansky              |
| Le Foyer juif (8)               | Moti Yogev (en)                |
| Le Foyer juif (8)               | Bezalel Smotrich               |
| Le Foyer juif (8)               | Shuli Mualem                   |
| Shas (7)                        | Aryé Dery                      |
| Shas (7)                        | Yitzhak Cohen                  |
| Shas (7)                        | Yaakov Margi                   |
| Shas (7)                        | David Azulai                   |
| Shas (7)                        | Yoav Ben-Tzur                  |
| Shas (7)                        | Yitzhak Vaknin                 |
| Shas (7)                        | Yigal Guetta (en)              |
| Israel Beytenou (6)             | Avigdor Liberman               |
| Israel Beytenou (6)             | Orly Levy                      |
| Israel Beytenou (6)             | Sofa Landver                   |
| Israel Beytenou (6)             | Hamad Amar                     |
| Israel Beytenou (6)             | Robert Ilatov (en)             |
| Israel Beytenou (6)             | Oded Forer                     |
| Judaïsme unifié de la Torah (6) | Yaakov Litzman                 |
| Judaïsme unifié de la Torah (6) | Moshe Gafni                    |
| Judaïsme unifié de la Torah (6) | Meir Porush                    |
| Judaïsme unifié de la Torah (6) | Uri Maklev                     |
| Judaïsme unifié de la Torah (6) | Eliezer Moses                  |
| Judaïsme unifié de la Torah (6) | Yisrael Eichler                |
| Meretz (5)                      | Zehava Gal-On                  |
| Meretz (5)                      | Ilan Gilon                     |
| Meretz (5)                      | Issawi Frej                    |
| Meretz (5)                      | Michal Rozin                   |
| Meretz (5)                      | Tamar Zandberg                 |

## Remplacements
| Date             | Remplaçant(e)         | Parti                       | Replacé(e)       | Notes |
| ---------------- | --------------------- | --------------------------- | ---------------- | --- |
| –                | Robert Ilatov (en)    | Israel Beytenou             | Ilan Shohat (en) | Shohat abandonne son siège avant la date du serment à la Knesset. Il n'est donc pas considéré comme un ancien membre de la Knsesset        |
| 27 août 2015     | Sharren Haskel        | Likoud                      | Danny Danon      | Danon est nommé représentant permanent d'Israël aux Nations unies.                                                                         |
| 4 septembre 2015 | Elazar Stern (en)     | Yesh Atid                   | Shai Piron       | Piron démissionne pour retourner enseigner.                                                                                                |
| 4 septembre 2015 | Oded Forer            | Israel Beytenou             | Sharon Gal (en)  | Gal démissionne pour se concentrer sur son activité de journaliste.                                                                        |
| 9 octobre 2015   | Shuli Mualem          | Le Foyer juif               | Naftali Bennett  | Bennett démissionne (tout en restant ministre) afin de permettre l'entrée de Mualem à la Knesset.                                          |
| 25 novembre 2015 | Yael Cohen Paran (en) | Union sioniste              | Danny Atar (en)  | Atar est élu à la tête du Fonds national juif.                                                                                             |
| 3 décembre 2015  | Avi Wortzman          | Le Foyer juif               | Yinon Magal (en) | Magal démissionne après des accusations de harcèlement sexuel à son encontre.                                                              |
| 6 décembre 2015  | Naftali Bennett       | Le Foyer juif               | Avi Wortzman     | Bennett réintègre la Knesset après que Wortzman a décidé de rester travailler au Aleh Negev (en).                                          |
| 27 décembre 2015 | Amir Ohana            | Likoud                      | Silvan Shalom    | Shalom démissionne après un scandale de harcèlement sexuel.                                                                                |
| 24 janvier 2016  | Yigal Guetta (en)     | Shas                        | Meshulam Nahari  | Nahari démissionne pour permettre à Guetta de rentrer à la Knesset, mais reste ministre délégué.                                           |
| 29 janvier 2016  | Akram Hasson (en)     | Koulanou                    | Moshe Kahlon     | Kahlon démissionne pour permettre à Hasson d'entrer à la Knesset, mais reste ministre.                                                     |
| 23 mai 2016      | Yehuda Glick          | Likoud                      | Moshe Ya'alon    | Ya'alon, en désaccord avec le premier ministre, démissionne de son poste de ministre de la Défense et de son poste de membre de la Knesset |
| 24 mai 2016      | Ya'akov Asher         | Judaïsme unifié de la Torah | Meir Porush      | À la suite d'un accord de rotation entre partis au sein de la coalition Judaïsme unifié de la Torah                                        |